# Tabontebike Village (ort i Abaiang)
Tabontebike Village är en ort i Kiribati.   Den ligger i örådet Abaiang och ögruppen Gilbertöarna, i den norra delen av landet, 40 km norr om huvudstaden Tarawa. Tabontebike Village ligger 10 meter över havet och antalet invånare är 391.
Terrängen runt Tabontebike Village är mycket platt.  Närmaste större samhälle är Buariki Village, 13,5 km söder om Tabontebike Village. 